# جيمي بريغز
جيمي بريغز (بالإنجليزية: Jimmy Briggs)‏ (8 أبريل 1937 في المملكة المتحدة - 9 أبريل 2011 في المملكة المتحدة) هو لاعب كرة قدم بريطاني في مركز الظهير. لعب مع دندي يونايتد ودالاس تورنايدو ونادي مونتروز لكرة القدم ونادي كيث ‏.

## وصلات خارجية
- جيمي بريغز على موقع قاعدة بيانات كرة القدم.إي يو (الإنجليزية)
- جيمي بريغز على موقع عالم كرة القدم.نت (الإنجليزية)